# Anglès dels Estats Units

Prevalença de l'anglès als Estats Units, el color blau fosc indica les més altes concentracions de parlants amb l'anglès com a llengua materna.

L'anglès dels Estats Units o anglès americà, en anglès American English. Abreujat en diverses formes com AmE, AE, AmEng, USEng, en-US, també és conegut com a U.S. English, o simplement American. Aproximadament dos terços de la població mundial d'angloparlants, com a llengua materna, viuen als Estats Units.
L'anglès és l'idioma més comú als Estats Units malgrat que el govern federal no té una llengua formalment oficial, però l'anglès ho és considerat de facto. Respecte als governs dels estats dels Estats Units en 30 dels 50 estats n'és la llengua oficial.
L'anglès dels Estats Units es diferencia de l'anglès britànic essencialment per la pronunciació i el vocabulari però també per l'ortografia i determinades regles de la gramàtica.
És remarcable que l'anglès britànic no és pas la referència per a l'anglès als Estats Units, sinó que es regeixen per normes pròpies.

## Fonologia
La fonologia de l'anglès dels Estats Units és més conservadora que la de l'anglès britànic. A Amèrica la pronunciació del so "R" es fa en totes les posicions actualment la majoria dels països anglòfons no pronuncien la R a final de la síl·laba i fer-ho es considera un americanisme. però en algunes zones dels Estats Units no es pronuncia a final de síl·laba per exemple en el parlar de Nova York i als Estats de Nova Anglaterra i en algunes regions del sud (Nova Orleans i Charleston per exemple).
Altres canvis són:
| Fonema antic                                                    | Fonema modern (britànic) | Mots amb aquest fonema | Notes                                |
| --------------------------------------------------------------- | ------------------------ | ---------------------- | ------------------------------------ |
| [æ] davantt la [f], [s], [θ], [ð], [z], [v] o després de la [n] | [ɑ]                      | bath, dance            | també [ɑ] a Nova Anglaterra          |
| [t] en posició intervocàlica                                    | [ʔ]                      | bottle                 | No és pas present en tot els accents |

D'altra banda hi ha canvis americans que no es veuen en l'anglès britànic ni en el parlar internacional de l'anglès :
| Fonema antic                                  | Fonema modern (americà) | Mots amb aquest fonema                 | Notes                                  |
| --------------------------------------------- | ----------------------- | -------------------------------------- | -------------------------------------- |
| [t] o [d] en posició intervocàlica            | [ɾ]                     | bottle                                 |                                        |
| [ju] just després de les consonants alveolars | [u]                     | new, duke, Tuesday, suit, resume, lute |                                        |
| [e], [i], [u] davant la /ɹ/                   | [ɛ], [ɪ], [ʊ]           | pair, peer, pure                       | No es pas present en tots els accents  |
| [ɛ] davant les consonants nasals              | [ɪ]                     | pen                                    | Al sud dels Estats Units               |
| [ɑɪ] davant la /t/ intervocàlica              | [əɪ]                    | writer                                 | Al Canadà i alguns llocs com Minnesota |

D'altres diferències inclouen :
Els dos fonemes /ɑ/ i /ɒ/ en anglès britànic fan un sol fonema en l'anglès americà : /ɑ/. father and bother es pronuncien amb la mateixa vocal.
Alguns exemples :
| Mot català | Traducció anglesa | Pronunciació americana | Pronunciació britànica |
| ---------- | ----------------- | ---------------------- | ---------------------- |
| terra      | earth             | [ɝθ]                   | [ɜːθ]                  |
| aigua      | water             | [ˈwɑtɚ]                | [ˈwɔːtə]               |
| foc        | fire              | [faɪɹ]                 | [faɪə]                 |
| menjar     | to eat            | [it]                   | [iːt]                  |

## Ortografia
El 1828 Noah Webster publicà el primer diccionari a l'ús de l'anglès americà. S'hi van fer diversos suggeriments de canvis ortogràfics alguns adoptades i altres no. Les regles d'ortografia són les següents:
1. La major part de les paraules acabades en -our en anglès britànic ho fan en -or en l'anglès americà.

Exemple : behaviour i neighbour s'escriuen behavior i neighbor als Estats Units.
També en derivats en -our.

Exemple : favour torna favor, favourite esdevé favorite.
Només monosíl·labs (ex : four, your, sour) i mots estrangers (ex : glamour) són excepcions a la regla.
2. Paraules acabades en-tre en anglès britànic ho fan en -ter en americà.

Exemples : centre torna center, theatre esdevé theater, metre fa meter.
3. Paraules acabades en -bre en britànic ho fan en -ber en americà.

Exemple : fibre s'escriu fiber als Estats Units.
4. Molts verbs polsíl·labs acabats en -ise ho fan en -ize en americà.

Exemple : to realise s'escriu to realize als Estats Units.
Una vintena de mots no segueixen aquesta regla i no es canvien, com ara: to advertise, to surprise, to disguise, to compromise.
5. Sovint, però no sempre -ogue passa a -og en americà.

Exemples : catalogue/catalog, dialogue/dialog.
6. També aquests mots tenen grafies diferents en anglès americà i britànic: Check per Cheque, jewelry per jewellery, math per maths.

## Vocabulari

### Noves paraules d'origen americà
Per exemple:
- O.K. : "bo", o "prou"; usat com interjecció, adjectiu i adverbi
- belittle : denigrar
- blizzard : gran tempesta de neu
- teenager : adolescent d'entre 13 a 19 anys

Un nombre important de mots nascuts als Estats Units han passat a l'anglès internacional:
- termes polítics: caucus (comitè electoral), filibuster (obstrucció parlamentària), exit poll (sondatge a la sortida de les votacions), blue chips (valors segurs), etc.
- verbs amb postposició substantiva: backup (informàtica), stopover (escala), lineup (a/ «línia d'espera»; b/ «ordre de pas»), shakedown (a/ «escorcoll»; b/ «extorsió»), etc.
- construccions gramaticals: as of (a comptar de), outside of, headed for («anant cap a»), lack for («mancar de»), etc.
- expressions familiars: cool, screw up (tr. «fotre enlaire»; intr. «cagar-la»), fool around («fer pallassades; fer el nombre»), nerd (a/ «cretí»; b/ «boig», «fanàtic», «enganxat», «obsedit»), etc.

## Diferències de vocabulari entre anglès americà i britànic
Americà / Britànic
- Allowance / Pocket money
- Apartment / Flat (apartament, pis)
- Band aid / Plaster (esparadrap)
- Bar / Pub (bar, taverna)
- Busy / Engaged (ocupat, paerlant de telèfons)
- Candy / Sweets (llaminadura)
- (Potato) Chips / Crisps (xips)
- Cell phone / Mobile phone
- Closet / Wardrobe (guarda-roba)
- Coaster / Beer mat (rodal, sotagot)
- Cookie / Biscuit (bescuit, galeta)
- Diaper Nappy (bolquer)
- Downtown City centre (centre ciutat)
- Drugstore / Chemist's (adrogueria)
- Elementary school / Primary school (escola primària o elemental)
- Elevator / Lift (ascensor)
- Eraser / Rubber (goma d'esborrar)
- Fall / Autumn (tardor, rerevera, autumne lit.)
- Faucet / Tap (aixeta, canella)
- Flashlight / Torch (llanterna, llum de butxaca)
- French Fries / (Potato) Chips (patates fregides o frites)
- Garbage o Trash / Rubbish (paperera)
- Gas / Petrol (benzina)
- Grade o Mark / Grade (diploma, grau)
- High school / Secondary school (escola secundària: institut o liceu)
- Highway / Motorway-freeway (via ràpida)
- Hood / Bonnet (de cotxes)
- Jacket (field jacket, que també designa una peça diferent: la brusa de campanya) / Blouse (jaqueta)
- Mail / Post (correu)
- Movie / Film (film)
- Pants / Trousers (pantalons, calces)
- Parking lot / Carpark (parc d'estacionament)
- Pharmacist / Chemist (apotecari, farmacèutic)
- Resume / CV (Currículum (vitae)
- Ripper / Zip (bragueta)
- (Stand in) Line / Queue (cua, fila)
- Round-trip / Return (tiquet d'anar i tornar)
- One-way / Single (tiquet d'anar o anada simple)
- Sales clerk / Shop assistant (venedor, saltataulells)
- Schedule / Timetable (horari)
- Sneaker / Trainers (sabates d'esport)
- Soccer / Football (futbol)
- Subway / Underground ('The Tube' a Londres) (metro)
- Suspender / Brace (elàstic: accessori de vestir-se)
- Take out / Takeaway (per emportar)
- Trailer / Caravan (caravana)
- Trash Can / Bin (escombraries)
- Truck / Lorry (camió)
- Trunk / Boot (cars)
- Underpants / Pants (calcetes, calces (llenceria)
- Vacation / Holiday (vacances, vacacions)
- Yard / Garden (jardí)

## Gramàtica
Hi ha poques diferències amb l'anglès britànic:
- Fer servir like en lloc de la conjunció as :

Do like I tell you en lloc de Do as I tell you, Like we used to en lloc de As we used to
- Ús de like (amb el sentit de 'al voltant')

It is like five miles from here
- Ús de la interjecció like entre els joves i sobretot a Califòrnia:

Hey, do you like wanna go to the mall so like we can like get some new clothes? (Ei, que vols anar al centre comercial per tal de firar-nos vestits?)
- Indicació d'una data sense on :

The store opens March 21st en lloc de The store opens on March 21st
- Ús de do amb have :

Do you have a swimming pool? en lloc de Have you got a swimming pool?
- El subjunctiu present (ço és, sense should) és menys emprat.

He insisted that his daughter's first name be changed en lloc de should be changed
- Ús del pretèrit al lloc de present perfect :

He just won the race en lloc de He has just won the race (Ha guanyat la cursa / Va guanyar la cursa)